# 방전관

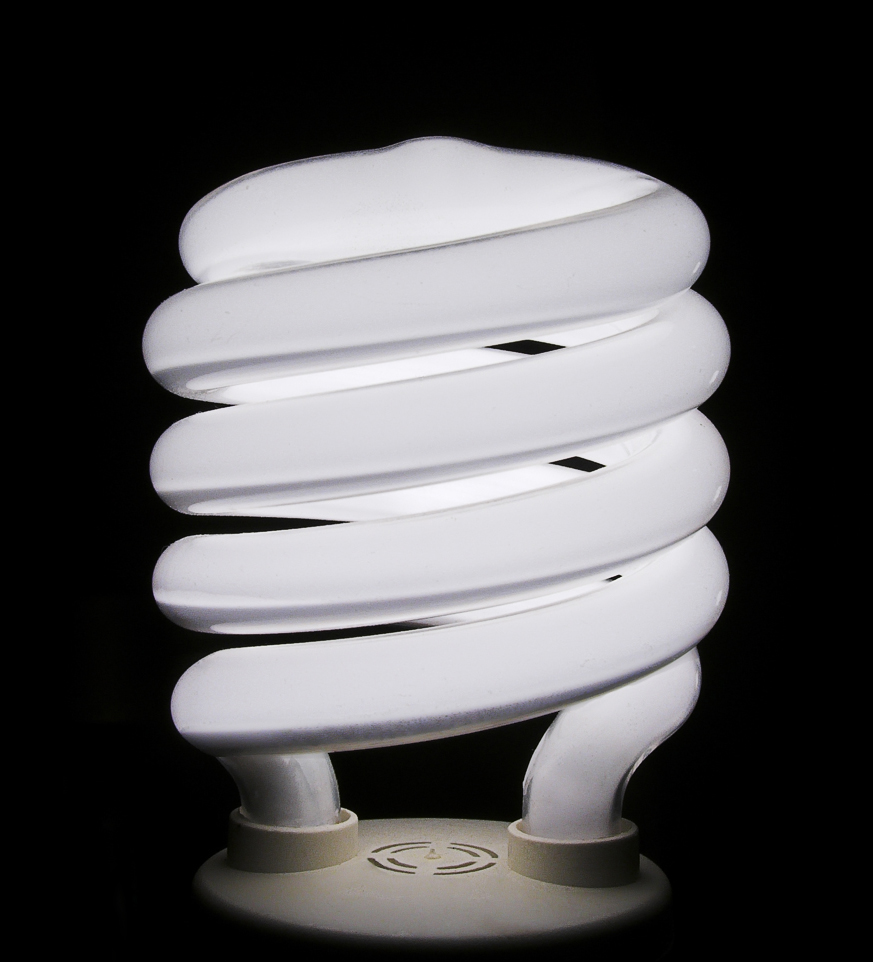
삼파장등은 가정에 적용된 방전관의 한 예이다.

방전관(放電管, discharge tube)은 내열성 유전체 껍데기 속에 기체를 채우고 전극을 연결한 것이다. 방전관 안에 들어 있는 기체가 전압에 의해 전리되면 빛을 낸다.

## 가스 용도

### 수소
수소의 축척 및 복구 시간은 다른 가스에 비해 훨씬 짧다.